# Barolo (vinho)
O Barolo é um vinho produzido no noroeste da Itália, Província de Cuneo, região do Piemonte e sob DOCG ou "Denominação de Origem Controlada e Garantida". Ficou conhecido como o Rei dos Vinhos e o Vinho dos Reis. O nome Barolo está ligado à família Falletti, então Marqueses de Barolo, que iniciaram a produção dos vinhos na região.

## Características
O Barolo é um vinho intenso, vermelho profundo, com perfume complexo, grande corpo e taninos bastante persistentes com características de frutas (ameixas secas), florais (baunilha, alcaçuz, rosas) e chocolate. Estas características fazem do Barolo um vinho elegante e de grande personalidade.
Os Barolos Riserva (Reserva) são envelhecidos por um período mínimo de 3 anos  dos quais, pelo menos, dois anos em barris de madeira. Para que os vinhos sejam qualificados como "Riserva Speciale" (Reserva Especial) devem ser envelhecidos por pelo menos cinco anos, sendo dois em barris de madeira.
A gradação alcoólica dos Barolos é de aproximadamente 13 %.
O Barolo é um vinho perfeito para acompanhar grelhados de carne vermelha, de caça, tartufo, queijos e Fritto Misto, prato típico da região.

## Produtores de vinhos Barolo
- Angelo Gaja[5]
- Marchesi di Barolo
- Renato Ratti[5]
- Batasiolo

## Nota de curiosidade
Pelas características excepcionais do Barolo, os habitantes da região afirmam que esse vinho é muito melhor acompanhado apenas de pão e queijos para que ele possa ser apreciado por inteiro.